# 1994 (песня)
«1994» — песня американского кантри-певца Джейсона Олдина, вышедшая 11 марта 2013 года в качестве третьего сингла из пятого студийного альбома Олдина Night Train (2012). Песню написали Томас Ретт, Люк Лэрд и Барри Дин.
Песня, посвящённая кантри-музыканту Джо Диффи и ссылающаяся на многие его песни, получила смешанные отзывы музыкальных критиков. Песня заняла 10 и 14 места в чартах US Billboard Hot Country Songs и Country Airplay соответственно. Она также достигла 52 места в Billboard Hot 100. Песня получила золотой сертификат Американской ассоциации звукозаписывающей индустрии (RIAA), что означает продажи более 500 000 экземпляров в этой стране. В Канаде песня добилась такого же успеха, достигнув 18 места в чарте Country и 65 места в чарте Canadian Hot 100.

## История
Песня, посвященная Джо Диффи, ссылается на многие его песни: «Third Rock from the Sun», «John Deere Green», «Ships That Don't Come In», «Honky Tonk Attitude», «Pickup Man», «So Help Me Girl», «A Night to Remember» и «C-O-U-N-T-R-Y».
Получив копию песни от Billboard, Диффи сказал: «Что ещё можно сказать, кроме того, что для меня большая честь, когда большая часть песни ссылается на мои песни. Подумать только, все фанаты Джейсона будут скандировать моё имя… чертовски круто». Он также высоко оценил общий музыкальный стиль Олдина, сказав, что Олдин «расширяет границы».

## Отзывы
Песня получила смешанные отзывы от музыкальных критиков. Тэмми Рагуза из Country Weekly поставила ей оценку B+, сказав, что она «служит продолжением его склонности к повышению музыкального уровня», а также похвалила музыкальное оформление и назвала песню «чистым весельем». В своей рецензии на Night Train Джули Хайт из American Songwriter сказала, что песня «настолько нелепая и весёлая, насколько Олдин когда-либо делал».
Билли Дьюкс из Taste of Country оценил песню в одну звезду, сказав, что «запись Олдина заставила бы поверить, что «1994» был переломным в кантри-музыке. Это не так». Бен Фостер из Country Universe поставил песне оценку F, сказав, что её текст «представляет собой не более чем солянку из радиоприманки клише из глубинки» и «так бессистемно брошен вместе, что трудно сказать, о чем вообще эта песня».

## Музыкальное видео
Режиссёром сопровождающего песню клипа выступил Уэс Эдвардс, а премьера состоялась на канале CMT 25 марта 2013 года. Клип начинается с того, что две женщины заходят в фотобудку с монетками. Когда они опускают монету, начинается песня. В клипе снялись исполнители кантри-музыки Lady Antebellum, Люк Брайан, Florida Georgia Line, Диркс Бентли, Хейден Панеттьер, соавтор песни Томас Ретт, Little Big Town и Jake Owen, а также сцены выступления Олдина на вечеринке в амбаре.

## Чарты
| Чарт (2013)                         | Высшая позиция |
| ----------------------------------- | -------------- |
| Канада (Billboard Canadian Hot 100) | 65             |
| Канада (Billboard Country)          | 18             |
| США (Billboard Hot 100)             | 52             |
| США (Billboard Hot Country Songs)   | 10             |
| США (Billboard Country Airplay)     | 14             |

| Чарт (2013)                      | Позиция |
| -------------------------------- | ------- |
| US Country Airplay (Billboard)   | 74      |
| US Hot Country Songs (Billboard) | 53      |

## Сертификации
| Регион                                                                      | Сертификация | Продажи |
| --------------------------------------------------------------------------- | ------------ | ------- |
| США (RIAA)                                                                  | Золотой      | 500 000 |
| Данные о продажах + прослушиваниях приведены только на основе сертификации. |              |         |